# Adilia Alieva
Pour les articles homonymes, voir Alieva.
Adilia Alieva, née à Bakou en Azerbaïdjan, est une pianiste française et concertiste de niveau international.

## Biographie

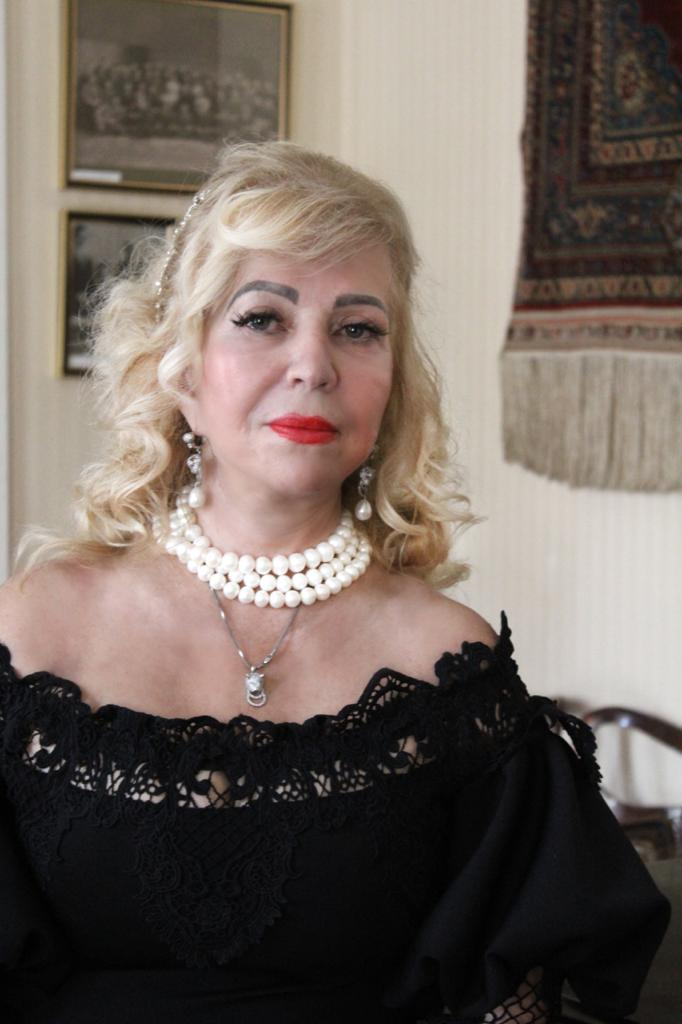
Dr. Adilia Alieva, concertiste internationale, ambassadrice de la paix auprès de l'ONU.

Elle fait son premier enregistrement radio à l’âge de 6 ans. Pour son premier récital à l'âge de 7 ans, elle interprète le premier concerto pour piano de Beethoven. En même temps, un film documentaire intitulé Mélodies d'amitiés lui est dédié, pour lequel elle interprète le second concerto de Chostakovitch[réf. souhaitée].
Adilia Alieva a enregistré 30 CD et DVD de piano solo, accompagnée d’orchestres et de musique de chambre chez Melodia, Cascavelle, Gallo – Suisse, EMI Classics, Disque office, ASB Classics. La plupart des œuvres contemporaines qu’elle y enregistre sont spécialement composées pour elle.
Plus de 300 stations de radios et chaînes de TV ont diffusé ses interprétations[réf. nécessaire] : en Angleterre (BBC), Allemagne (Deutschland Funk etc.), Belgique (RTBF, BRT), USA, Pays-Bas, France, Suisse (DRS, RSI, RSR etc.), Suède, Norvège, Finlande, Danemark, Irlande, ex-URSS etc.
Elle a interprété entre autres, en première mondiale[réf. nécessaire], des œuvres de Marcel Landowski, Marius Constant, Laurent Petitgirard, Rodion Shchedrin, Aram Khachiaturian, Boris Tchaikovsky, G. Dmitriev, Karaev, Denissow, David Byers[réf. souhaitée]. Elle a donné des récitals et concerts avec orchestre dans plus de 50 pays[réf. nécessaire], notamment au festival international de musique à Lucerne, au Royal Palace Music Festival de Stockholm, au Vatican, au Rheingau Music Festival de Wiesbaden, à l’International Flandres Festival en Belgique, aux BBC Invitation Concerts, et les séries de concerts Concertgebouw néerlandaises, Académie Nationale di Santa Cicilia[réf. souhaitée].      
Depuis 1998, elle est présidente du concours international de piano Adilia Alieva à Gaillard en France, donnant lieu à un concert de lauréates au palais des Nations de l'ONU à Genève.
Depuis 2001, elle est directrice de l’Académie supérieure internationale de musique Adilia Aliava, France.
Lors d'un concert à Annemasse en France, le directeur de la ville lui propose un travail, pour qu'elle reste. Elle est professeur de piano à Genève et Annecy.
En 2009, un documentaire sur sa vie est tourné par Joël Jent, Vivre le piano, qui sera nommé au festival international de Biarritz la même année.

## Reconnaissance
« Adilia Alieva est l’une des meilleures pianistes de notre siècle. »

— Marcel Landowski, chancelier de l’Institut de France et Académie de Beaux Arts, compositeur